# ریزوان دورین شلاریو
ریزوان دورین شلاریو (به انگلیسی: Răzvan Dorin Șelariu) ژیمناست زادهٔ ۲ نوامبر ۱۹۸۳ میلادی اهل کشور رومانی است.